# Étang de Guzet
L'étang de Guzet est situé dans les Pyrénées françaises à 1 458 m d'altitude dans le Couserans, en Ariège sur la commune d'Aulus-les-Bains.

## Géographie
Dans une cuvette d'origine glaciaire, c'est un petit étang de forme approximativement carrée et sans île.
Dominé par le pic de Crabé (1730 m) et bordé d'une hêtraie, il est situé en Haut-Salat à l'est de la station de sports d'hiver de Guzet. Le GR10, en direction ou en retour de la cascade d'Ars, le longe sur sa rive Est. Cet itinéraire vers la cascade est à éviter en basse saison du fait de couloirs d'avalanche.

## Histoire
En 1907, l'État demande à Ludovic Gaurier (1875-1931) d'étudier les lacs pyrénéens dont celui-ci. Il en répertorie 520, en mesure et cartographie 253. Il a photographié l'étang en 1921.

Photographies datant de 1921 du fonds Ludovic Gaurier, dans le domaine public aux archives municipales de Toulouse.

## Voies d'accès
C'est une randonnée grand public très usitée. Une cabane aménagée en bon état pour 4 à 5 personnes se trouve au-dessus de l'étang sur le GR10.